# 범아프리카색

에티오피아의 옛 국기

세계흑인지위향상협회 기

범아프리카색은 아프리카 나라의 국기에 쓰이는 녹색, 노랑, 빨강을 말한다. 에티오피아의 국기에서 유래했다. 에티오피아는 제2차 세계 대전 당시에 이탈리아와의 영토분쟁으로 인한 전쟁으로 인하여 일시적으로 점령당했던 잠깐동안을 제외하고는 식민지 지배를 겪지 않았다. 따라서 아프리카의 신생독립국들은 에티오피아를 모델로 세워졌다. 범아프리카색을 채택한 첫 독립국은 1957년 독립한 가나이다.
범아프리카색에서의 녹색은 아프리카의 자연과 농업, 초원과 삼림을 상징하며 노랑은 광공업과 광명 및 희망을, 빨강은 외세로부터 독립투쟁을 벌였던 범아프리카인들의 피와 자유를 갈망하는 불굴의 의지를 상징한다.
세계흑인지위향상협회의 헌장에서는 범아프리카색을 빨강, 검정, 녹색으로 정했다. 빨강은 피, 검정은 흑인, 녹색은 아프리카의 풍요로운 자연을 상징한다. 1920년 뉴욕 시에서 열린 회의에서 공식적으로 채택되었다.

## 범아프리카색을 사용한 국기

### 아프리카

가나
기니
기니비사우
남수단
남아프리카 공화국
말리
모잠비크
모리셔스
모리타니
베냉
부르키나파소
상투메 프린시페
세네갈
세이셸
에리트리아
에티오피아
중앙아프리카 공화국
짐바브웨
카메룬
코모로
콩고 공화국
토고
케냐

### 카리브 제도

그레나다
도미니카 연방
자메이카
세인트키츠 네비스

### 남아메리카

가이아나
볼리비아
수리남

### 오세아니아

바누아투

## 범아프리카색을 사용한 옛 국기

르완다 (1961년~2001년)
말리 연방 (1959년~1961년)
자이르 (1971년~1997년)
카보베르데 (1975년~1992년)
콩고 인민 공화국 (1970년~1991년)

## 같이 보기
- 범슬라브색
- 범아랍색